# Thamnolia vermicularis
Thamnolia vermicularis, auch Totengebeinsflechte oder Wurmflechte, ist eine Flechte, deren hohle, bleiche Thallusäste an wettergebleichte Knochen von Kleinsäugern oder Vögeln erinnern.

## Beschreibung
Die Flechte besteht aus weißen, spitz zulaufenden Thallusästen von 2 – 7 cm Länge und 1 – 2,5 mm Durchmesser. Diese sind unregelmäßig geformt und besitzen eine grubig gequetschte Oberfläche. Sie ist wurmförmig kriechend oder bildet dichte Polster, wobei sie nicht immer am Untergrund festgewachsen ist, sondern manchmal lose aufliegt. Die sterile (=unfruchtbare) Flechte (Deuteromycetes) bildet keine Fruchtkörper und verbreitet sich rezent nur mit Thallusbruchstücken. Die Flechte gehört in die Familie Icmadophilaceae. Der Algenpartner in der Symbiose (Phycobiont) ist Trebouxia.

## Standort
Thamnolia vermicularis ist weltweit auf allen Kontinenten in arktischen und alpinen Klimaten verbreitet. Sie ist in Gämsheidebeständen und Krummseggenrasen, meist auf saurem Gestein, häufig an windexponierten Stellen anzutreffen. In den Alpen trifft man sie in Höhenlagen von über 2000 m ü. M. auf kalkarmen Böden regelmäßig an. In Nordamerika kommt sie in den Rocky Mountains sowie in Nordkanada und in Alaska vor. Es existieren zwei Chemotypen (var. subuliformis und var. vermicularis) die ziemlich gut arealgeographisch getrennt sind. Das heutige Verbreitungsgebiet dürfte aufgrund der Vermehrungsmethode ziemlich alte Ursprünge haben.
In Yunnan, China, wird aus Thamnolia vermicularis auch ein Tee gemacht. Die Flechte beinhaltet ein Polysaccharid (Thamnolan), welches eine physiologische Wirkung haben soll.